# Michael Cramer (homme politique)
Pour les articles homonymes, voir Cramer.
Michael Cramer, né le 16 juin 1949 à Gevelsberg, est un homme politique allemand, membre de l'Alliance 90/Les Verts. Il est député européen de 2004 à 2019.

## Biographie

### Carrière professionnelle
Il est enseignant de profession et a exercé de 1975 à 1995 au lycée de Berlin-Neukölln et de 1994 à 1996 à l'université libre de Berlin.

### Parlement européen
Lors des élections européennes de 2004, il est élu au Parlement européen, où il siège au sein du groupe des Verts/Alliance libre européenne. Il est réélu en 2009 et en 2014.
À partir de 2004, il est membre de la commission des transports et du tourisme, dont il est président entre 2014 et 2017. Il est également membre de la délégation pour les relations avec l'Australie et la Nouvelle-Zélande de 2009 à 2014 et de la délégation à la commission parlementaire mixte UE-ancienne République yougoslave de Macédoine de 2009 à 2019.